# مکناس
مکناس یکی از شهرهای کشور مراکش و مرکز استان مکناس تافیلالت است.
نام مکناس از قبیله‌های مکناسه بربر (آمازیغ) گرفته شده‌است.

## نگارخانه

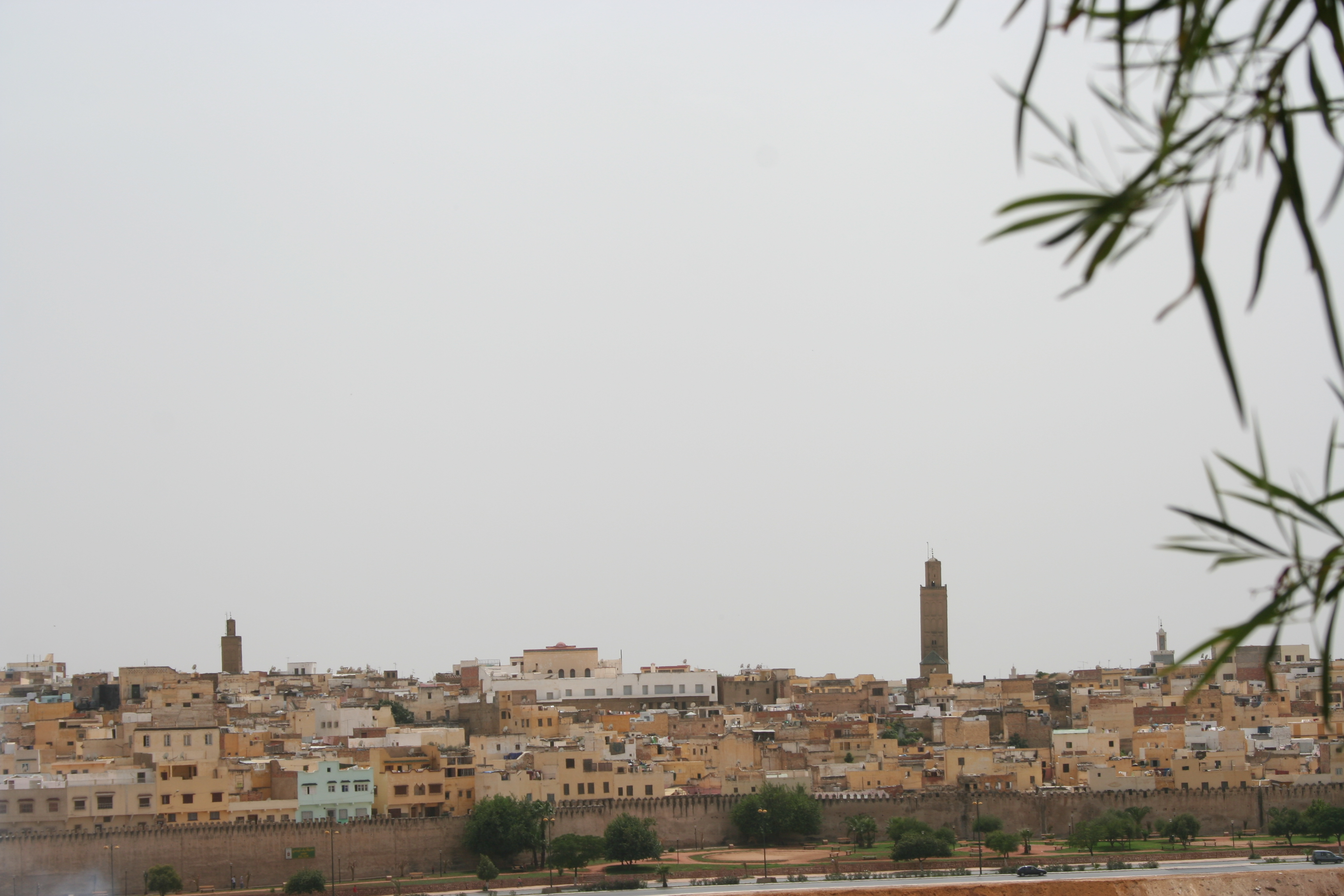
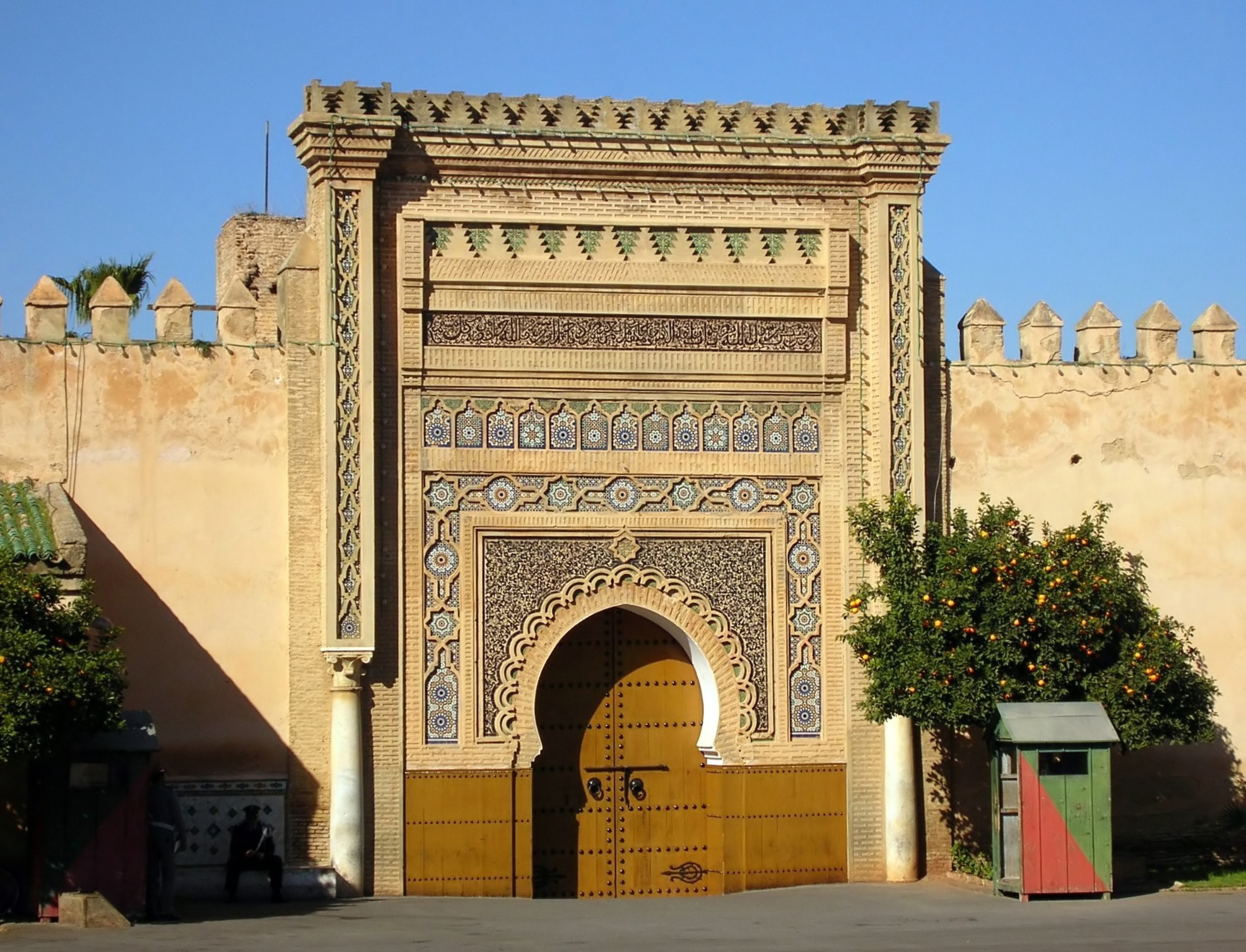
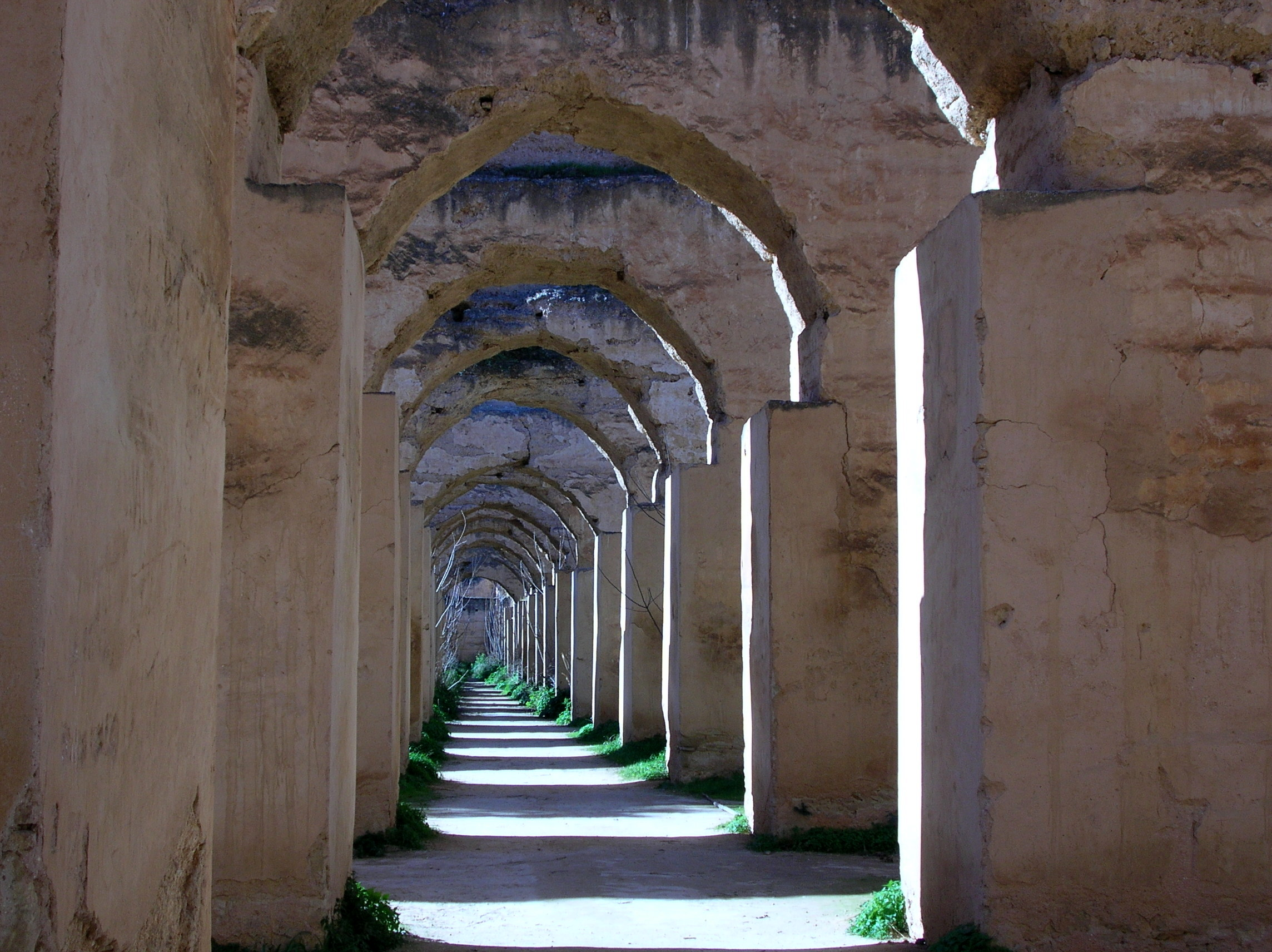
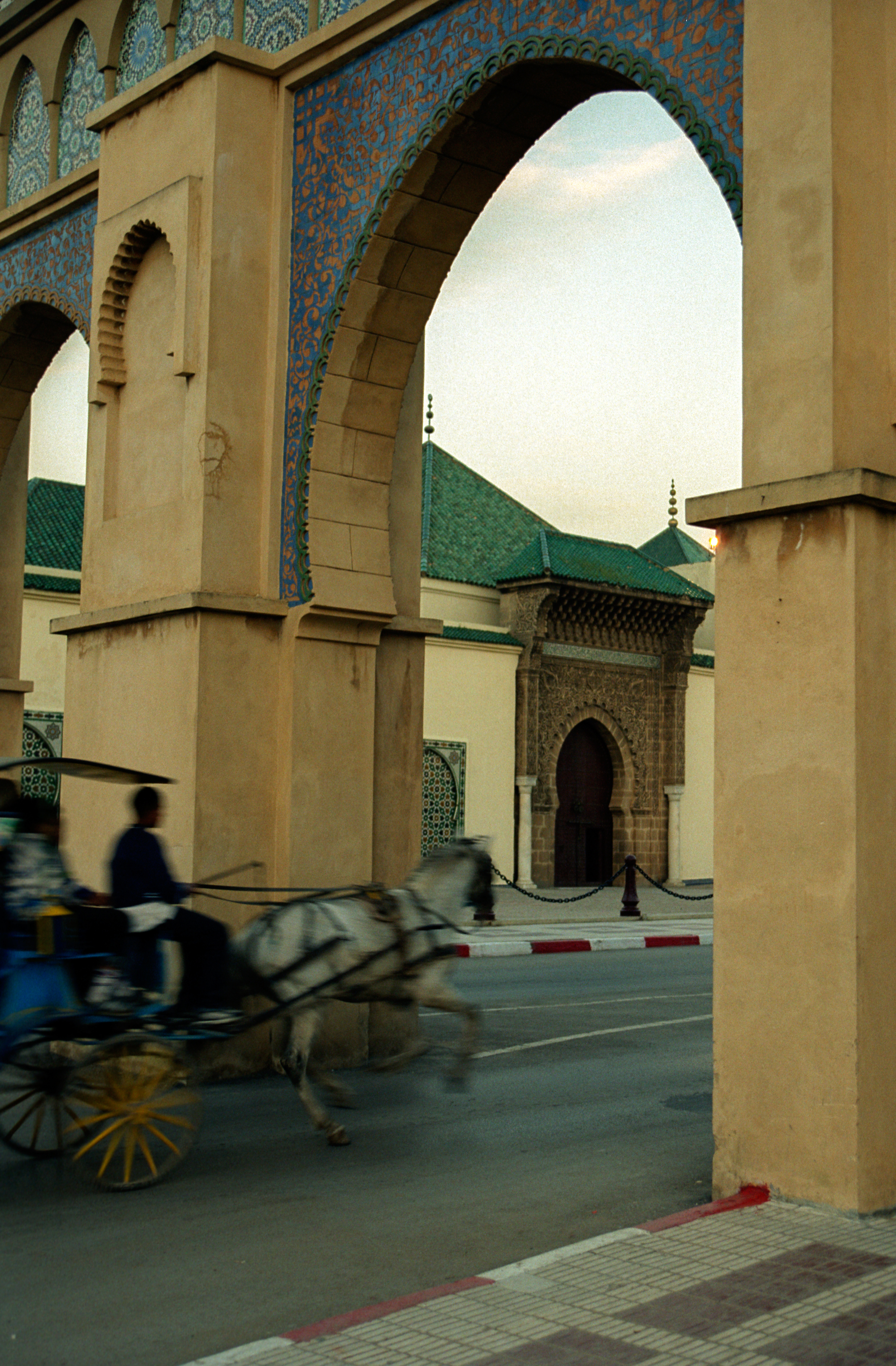
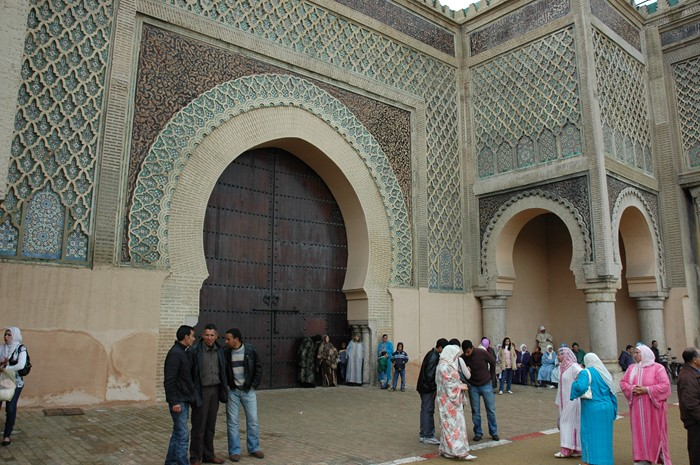
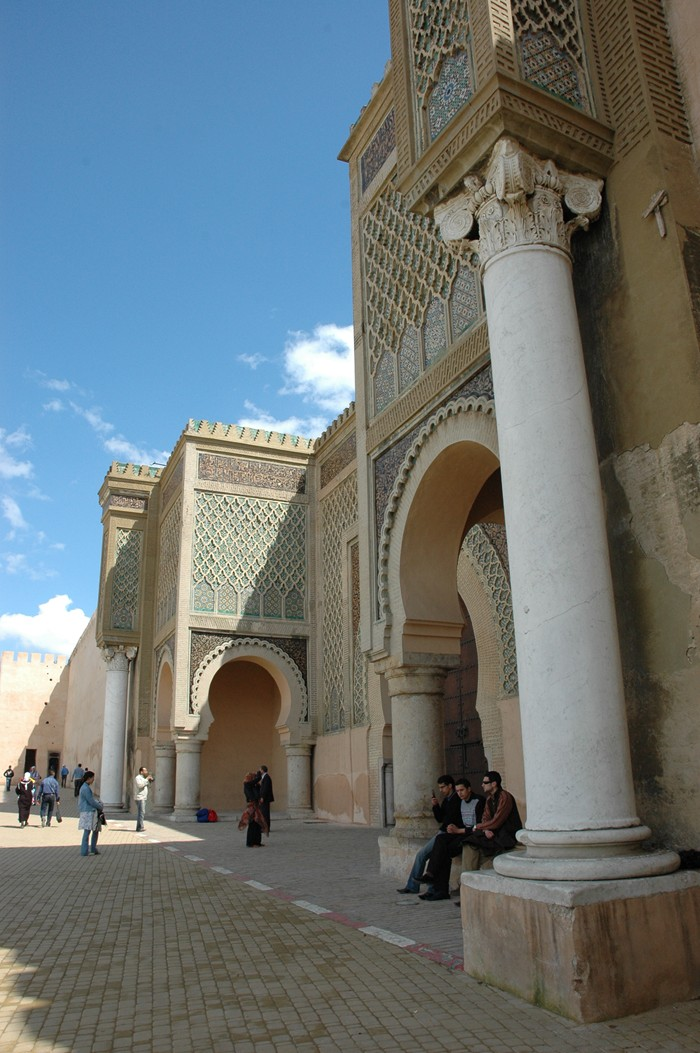
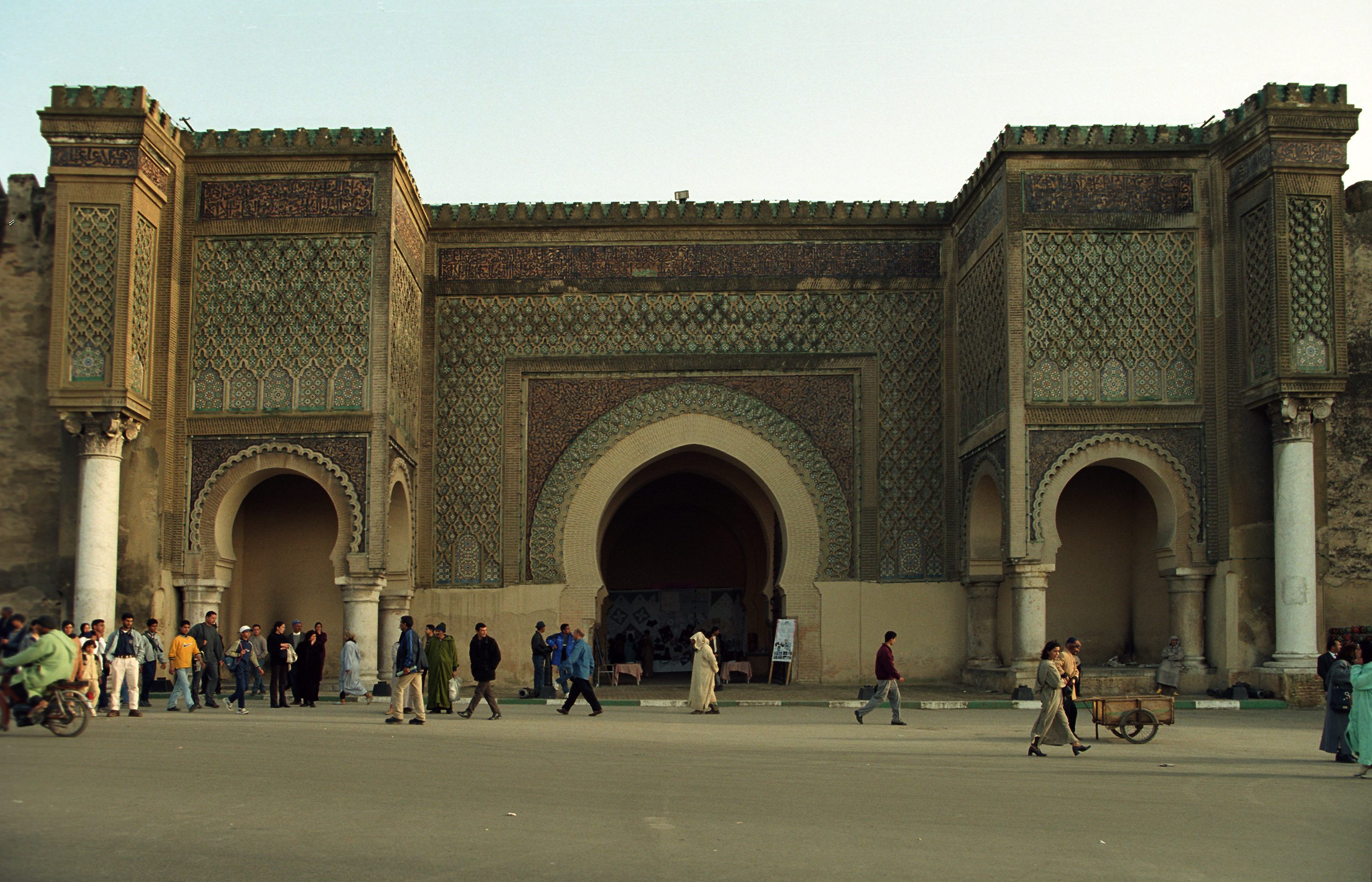
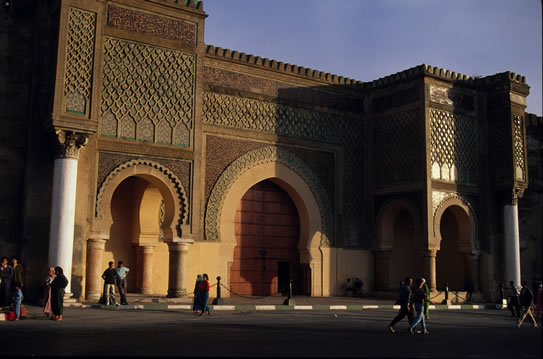
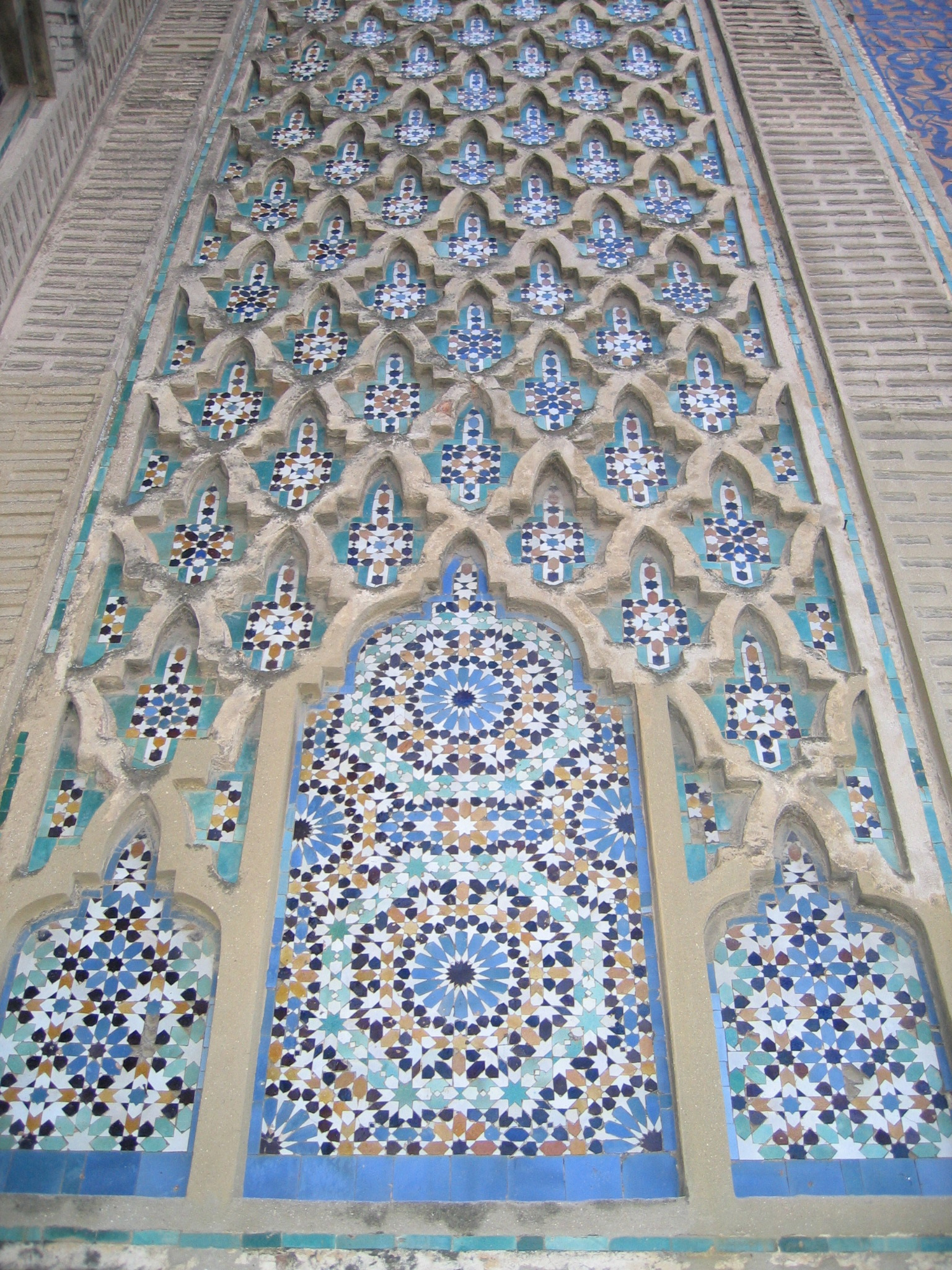
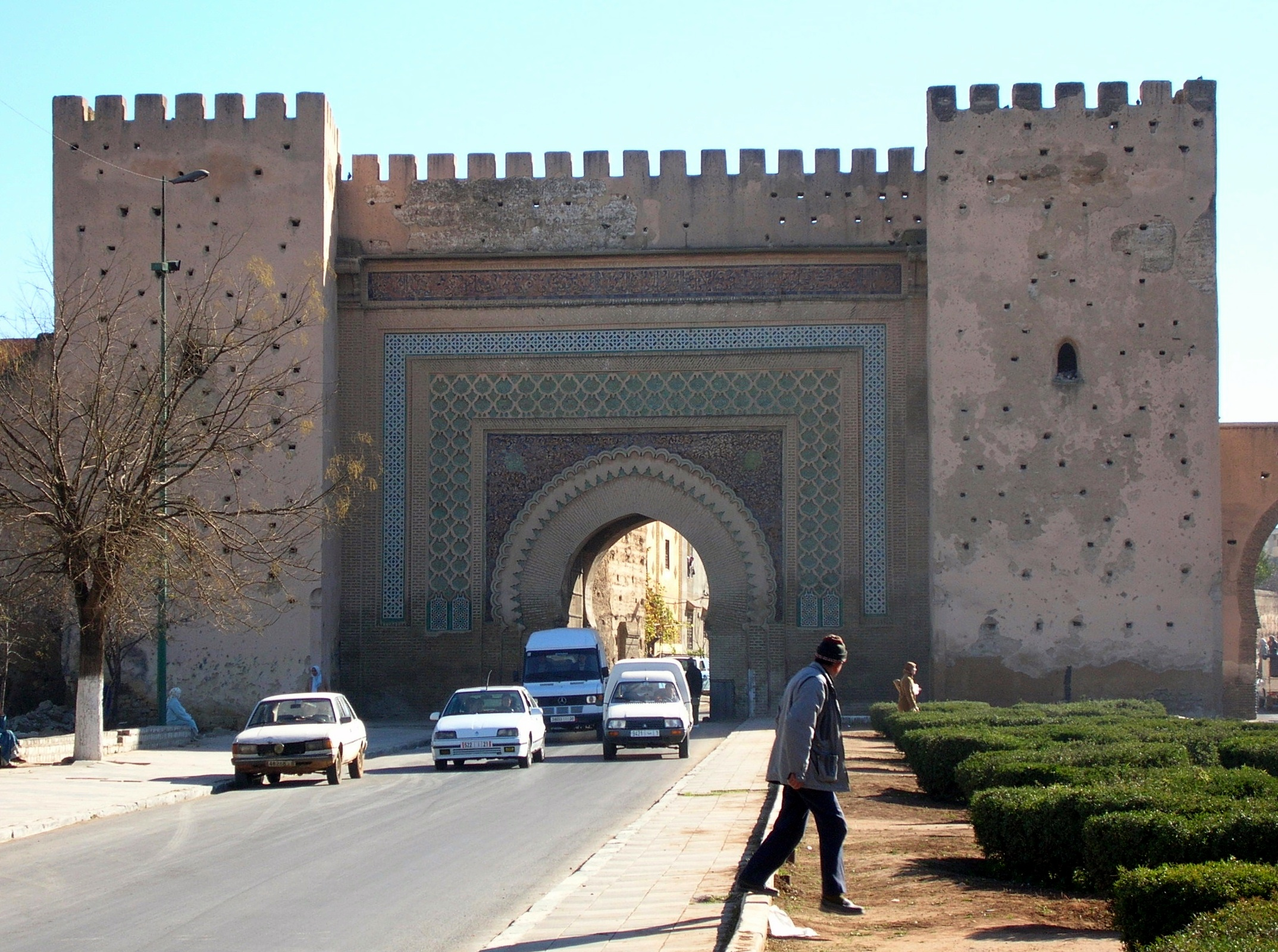
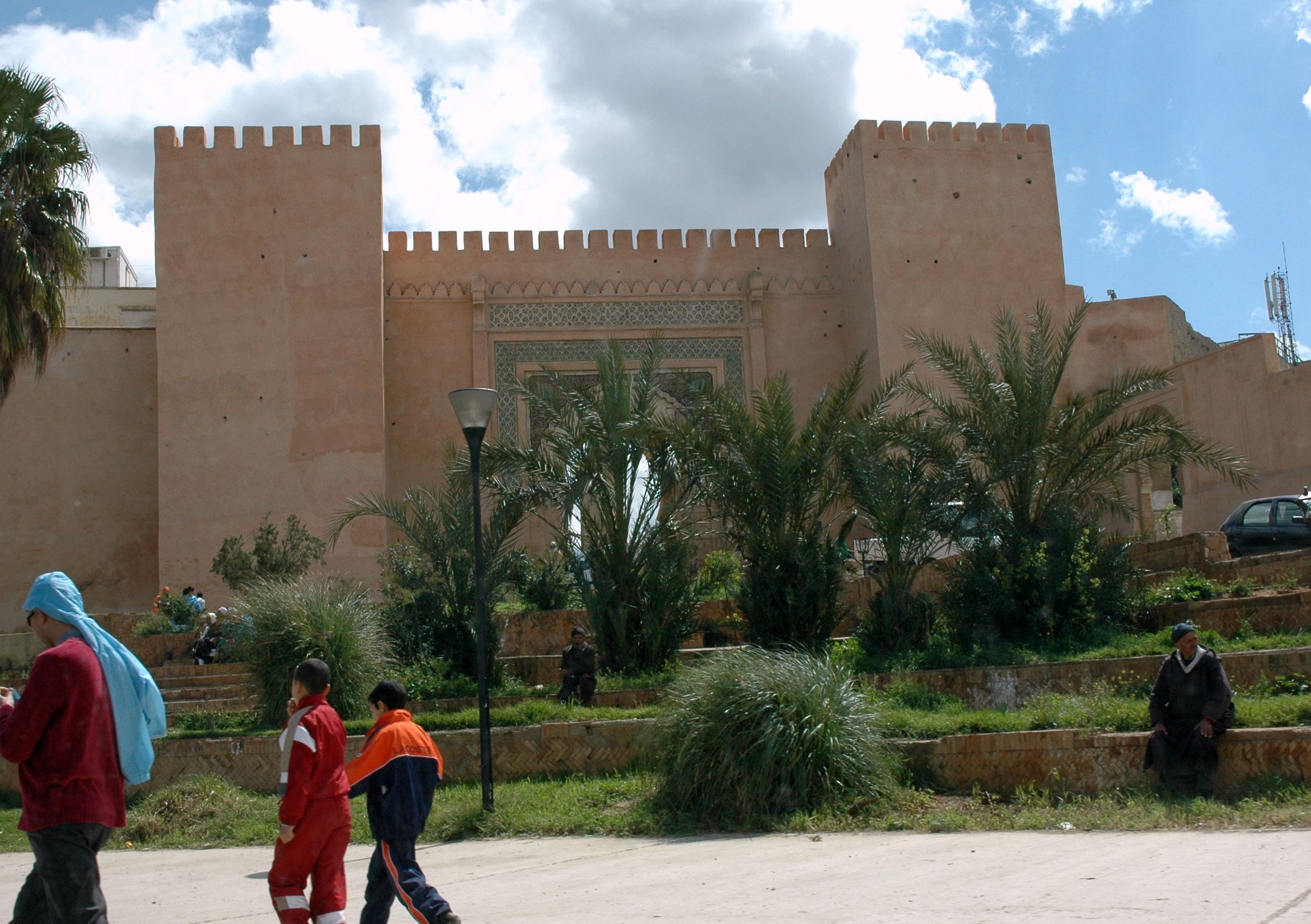
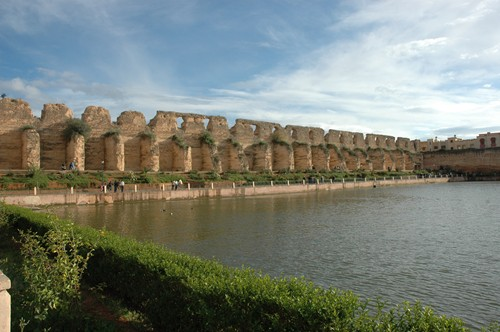
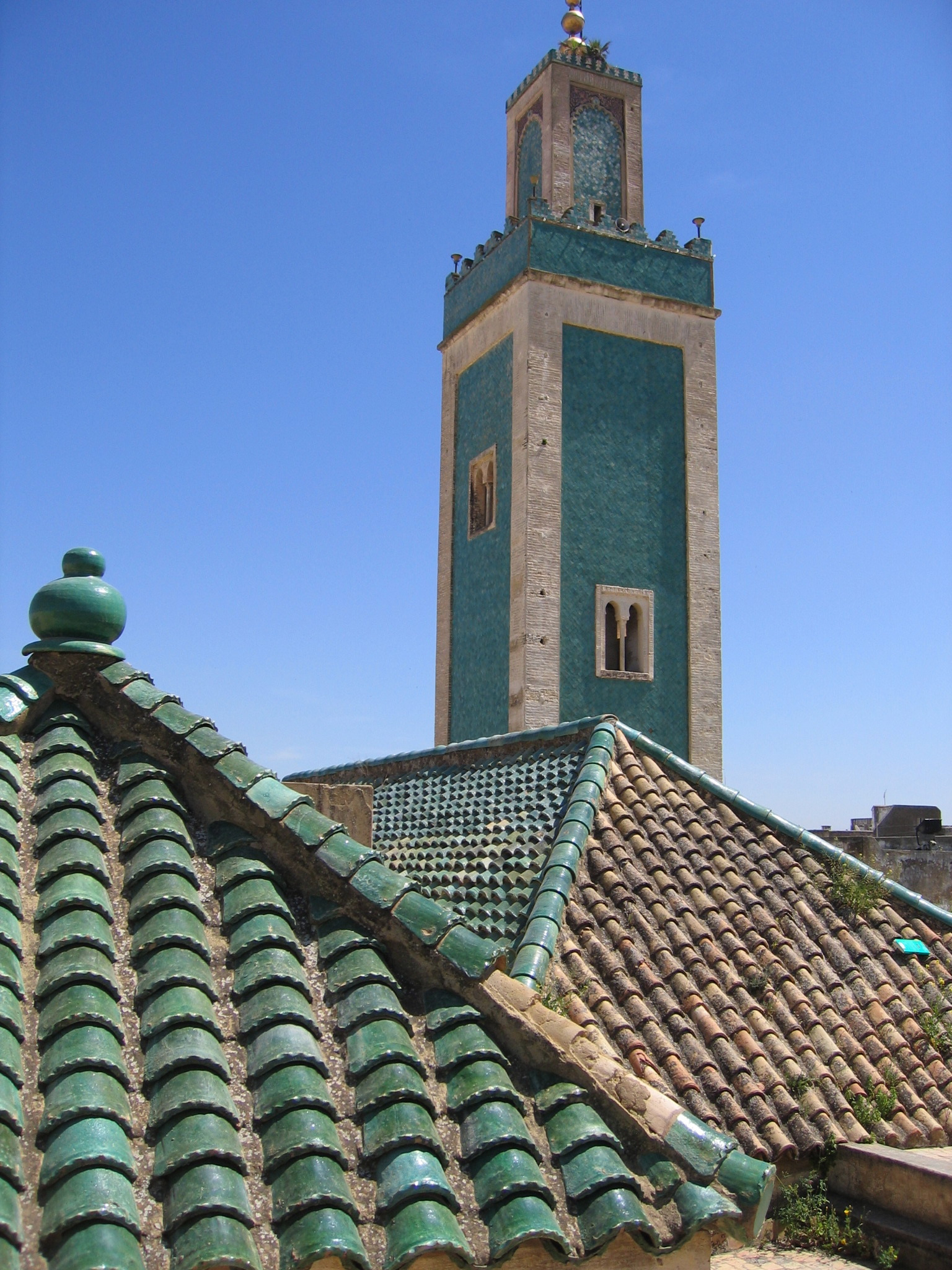
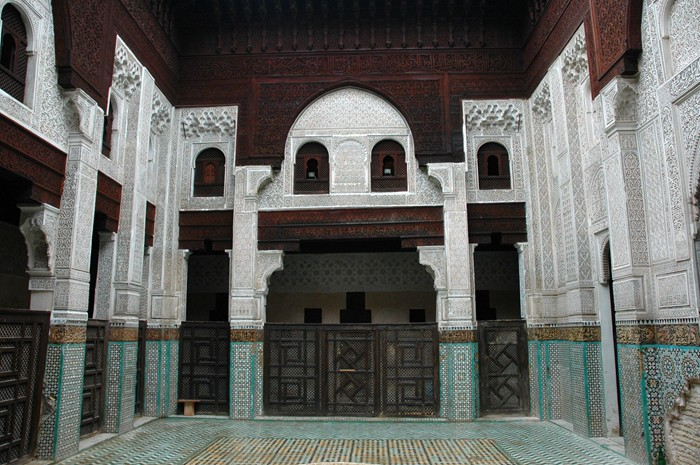
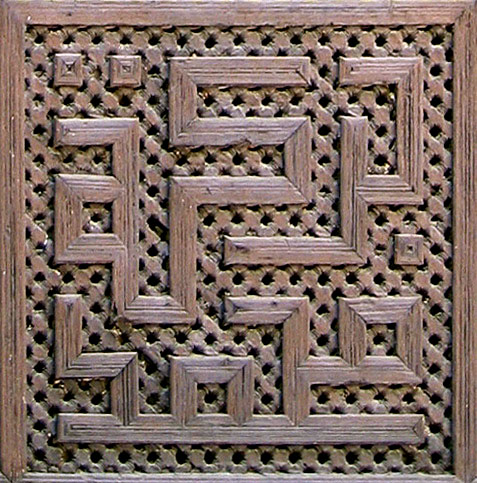
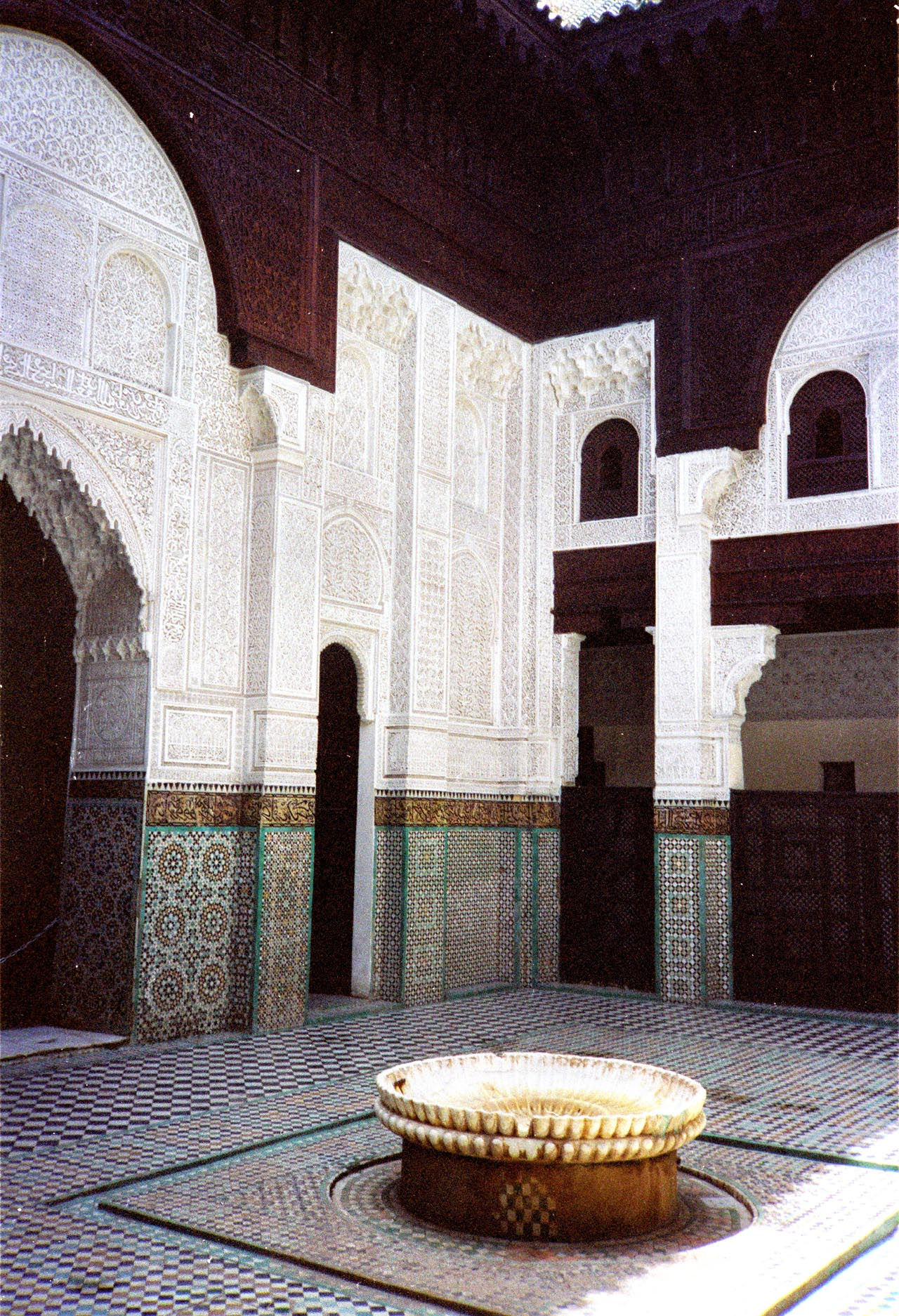
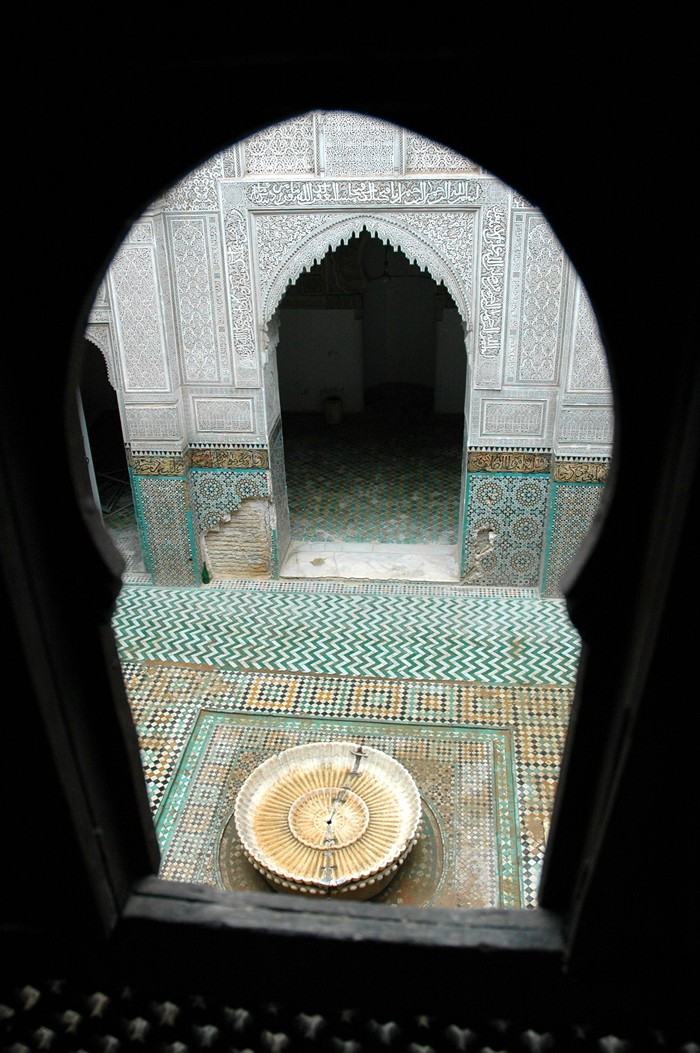
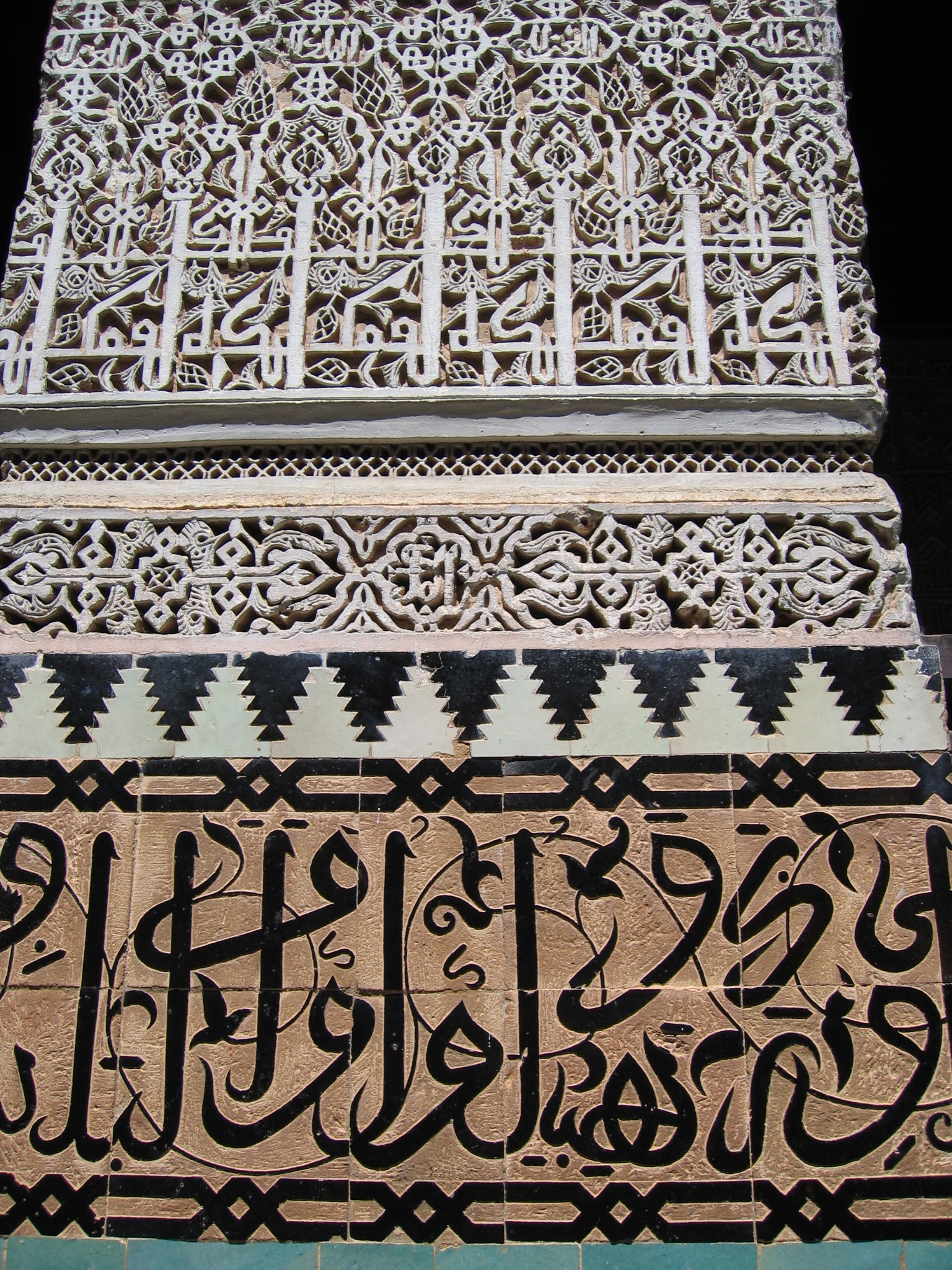
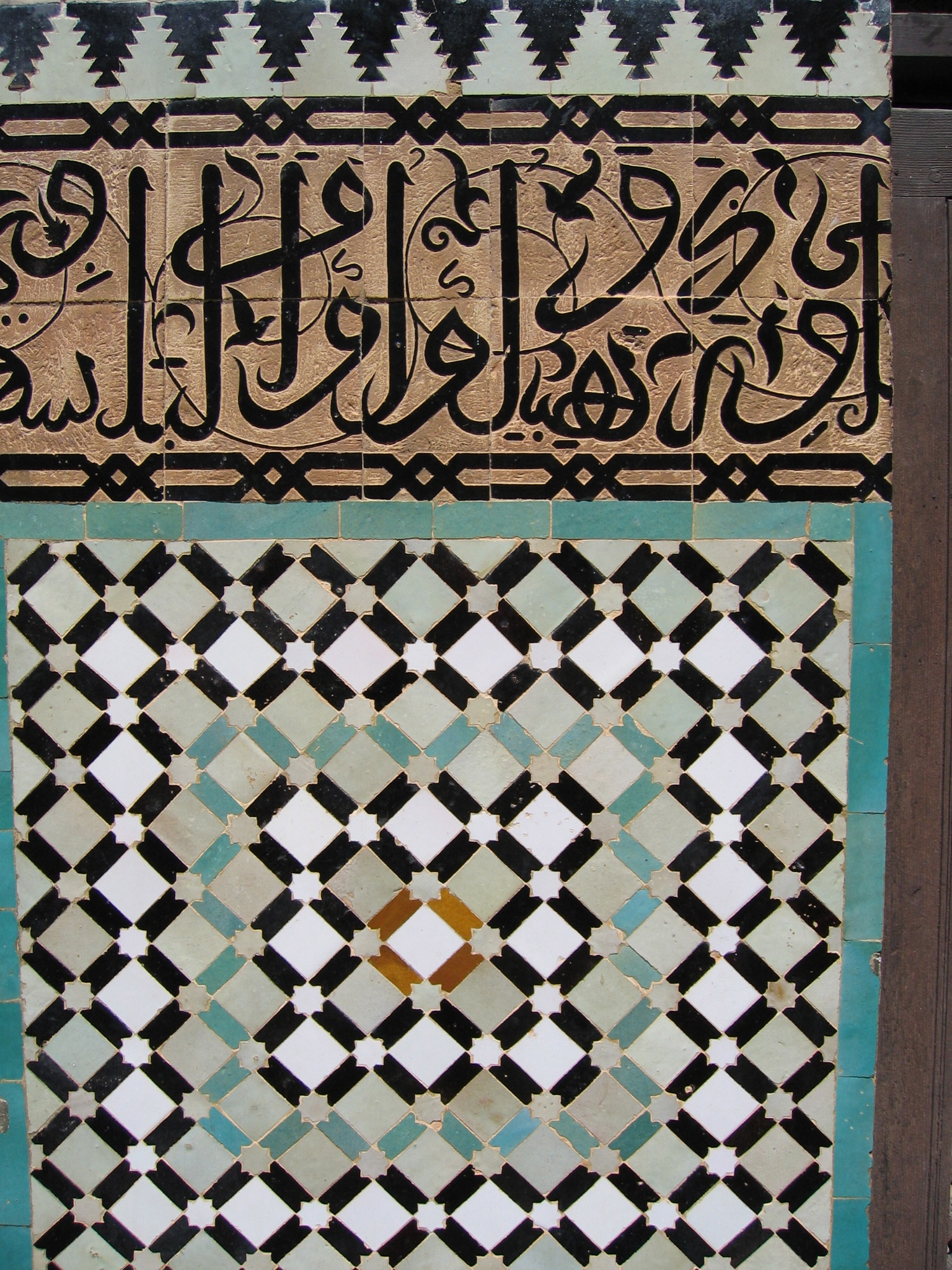
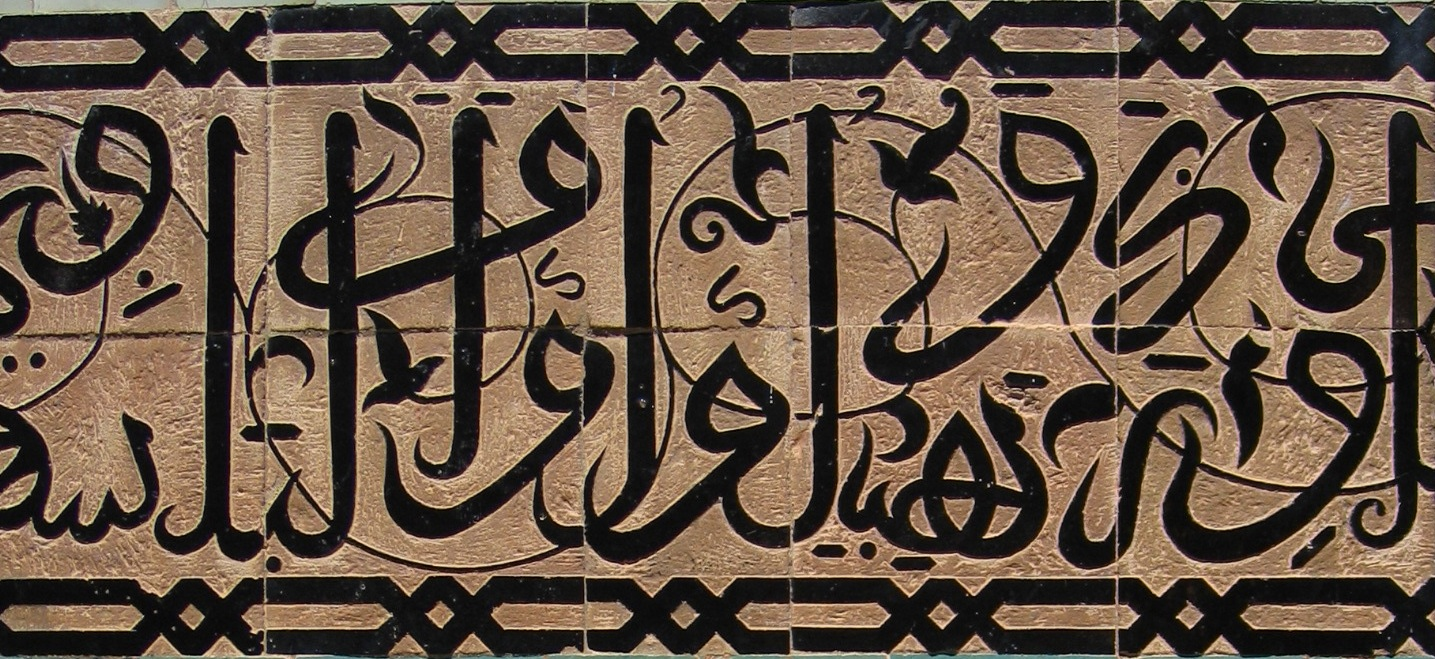
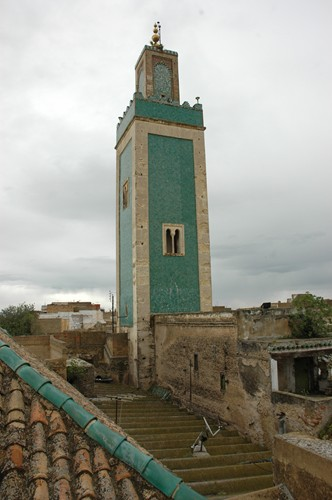
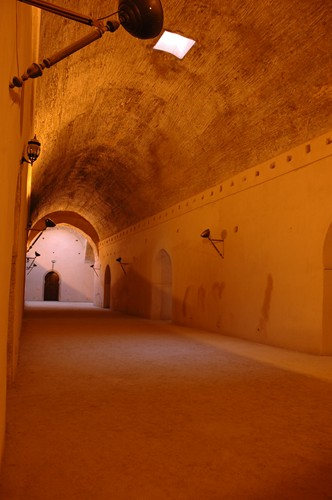
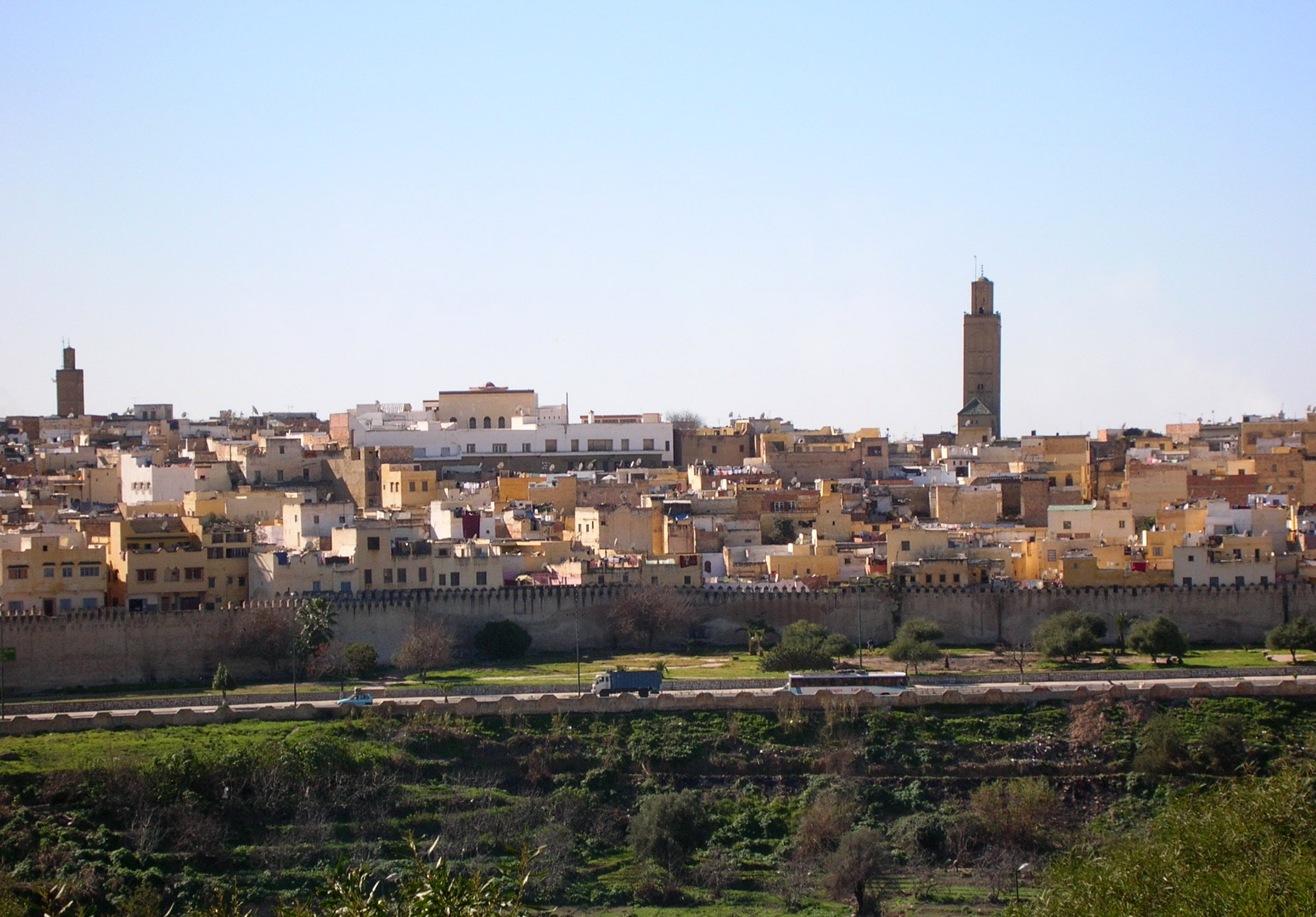
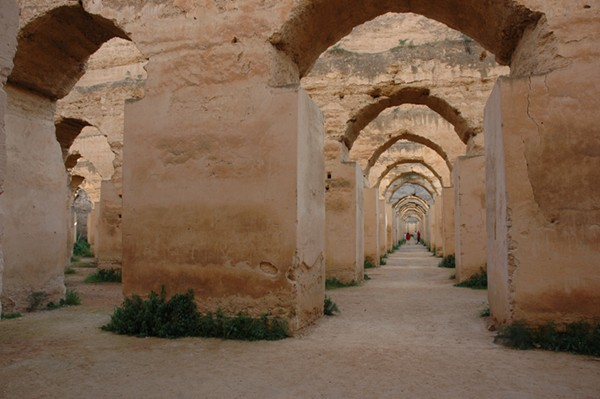
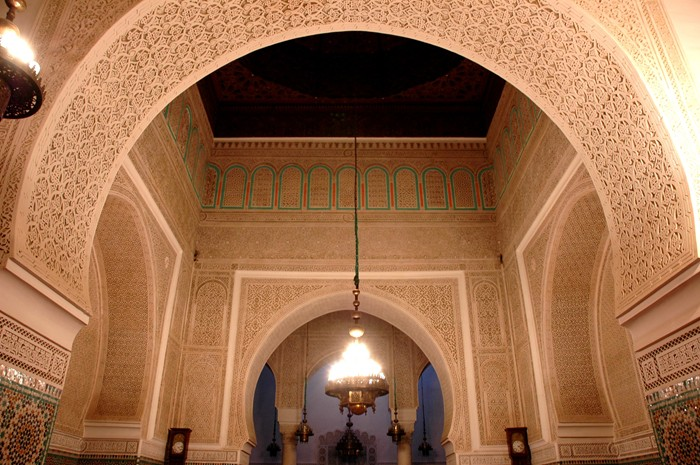
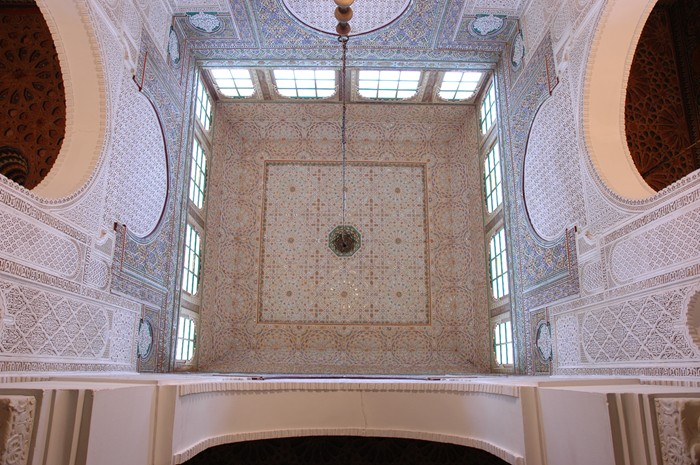
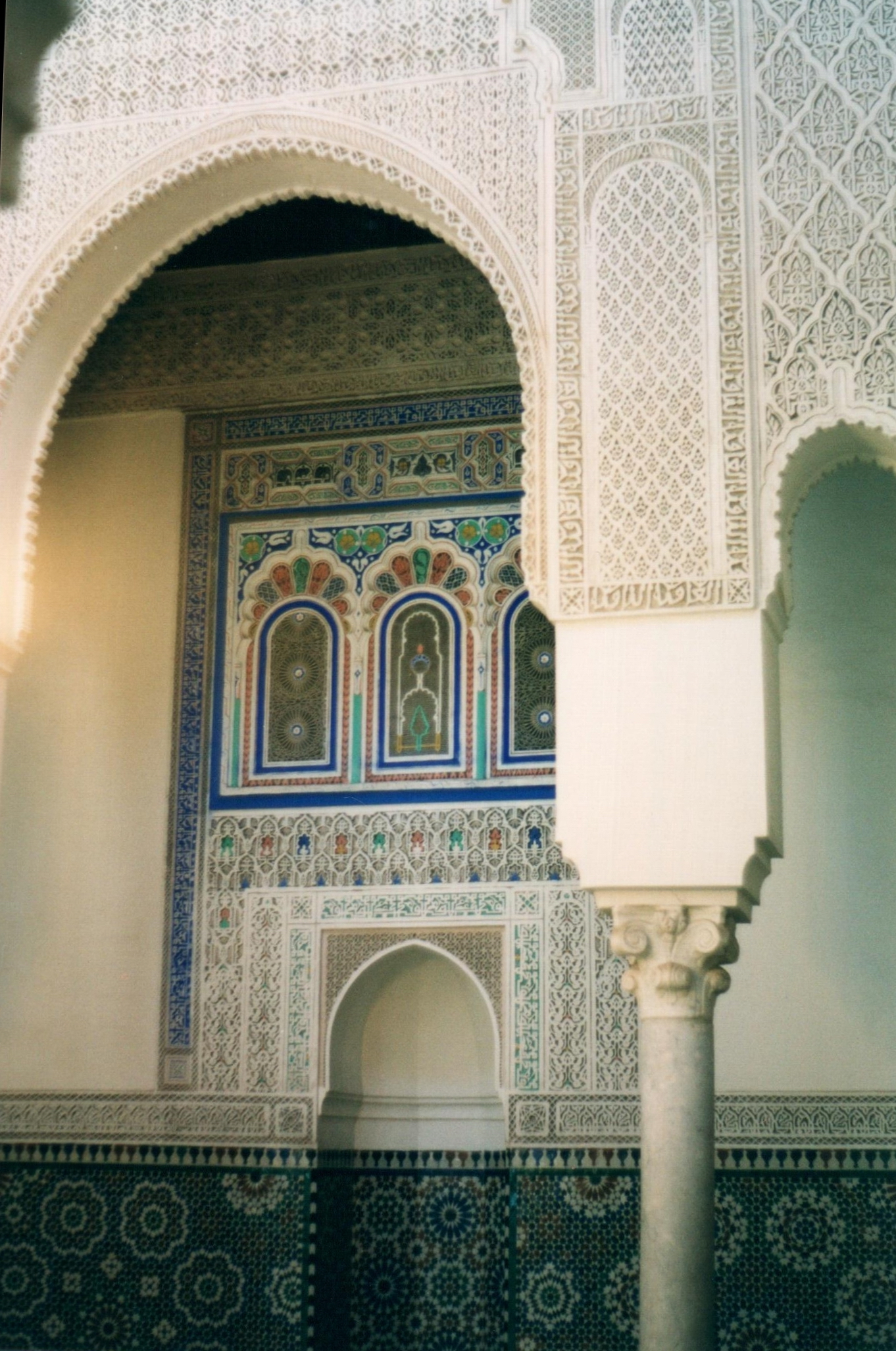
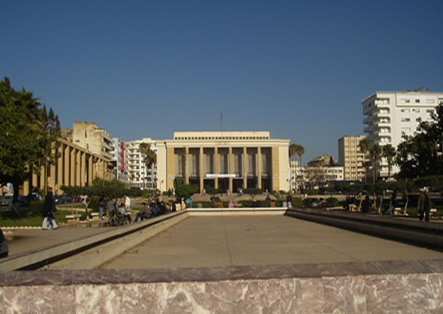

## محلات اصلی
- حمریه
- محله زیتون
- اکدال
- تولال
- بساتین
- برج مولای عمر
- سیدی بابا
- سیدی عمر
- سباته
- بنی مْحمد
- روستای حدراش
- المنصور